# 尼克婁·薩格雷都
尼克婁·薩格雷都（義大利語：Nicolò Sagredo，1606年12月8日—1676年8月14日），義大利政治家，於1675年2月6日開始擔任威尼斯總督至其逝世。
尼克婁出生於威尼斯，是寶拉·佛斯凱利和札卡利亞·薩格雷都的兒子。早期尼克婁的仕途曾受到父親膽小鬼惡名影響，其父於曼托瓦及蒙費拉托爵位繼承戰爭的一場戰役中逃跑。爾後薩格雷都家族透過在克里特島戰爭（1645年－1669年）中的幾次犧牲挽回了薩格雷都的名聲。尼克婁繼而出任聖馬克的檢察官及威尼斯總督
。